# گری گیلبرت
گری گیلبرت (انگلیسی: Gary Gilbert؛ زادهٔ ۱۹۶۵ میلادی) تهیه‌کننده فیلم اهل ایالات متحده آمریکا و یکی از دو مالک باشگاه کلیولند کاوالیرز در اتحادیه ملی بسکتبال است.
از جمله آثار او می‌توان به لا لا لند، همتا، مارگارت، بچه‌ها حالشان خوب است و ایالت گلستان اشاره کرد.